# Flaminio Bertoni

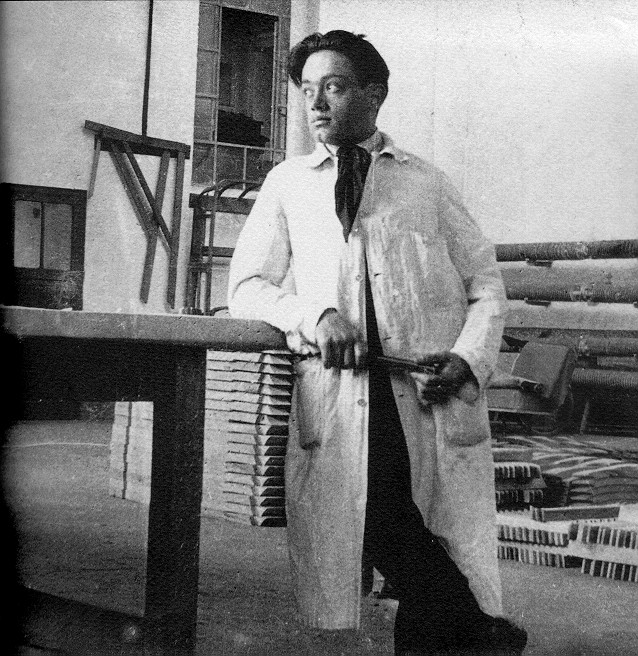
Flaminio Bertoni

Flaminio Bertoni (Masnago (bij Varese), 10 januari 1903 – Parijs, 7 februari 1964) was een Italiaanse automobielontwerper, beeldhouwer en architect. Hij is met name bekend vanwege zijn auto-ontwerpen voor Citroën (de Traction Avant; de Citroën 2CV en de Citroën ID/DS).

## Vroege jaren
Na de dood van zijn vader in 1918 brak Bertoni zijn technische studie af en ging op zijn 15de werken bij een plaatselijke carrosseriebouwer, Carrozzeria Macchi, waar hij snel carrière maakte. In zijn vrije tijd studeerde hij tekenen en beeldhouwkunst. In 1929 vertrok hij na een ruzie met het management bij Macchi en begon zijn eigen ontwerpstudio. Daarnaast bleef hij tekenen en beeldhouwen; in 1930 nam hij deel aan tentoonstellingen in Varese, Rome en Milaan. In 1931 werd Bertoni verliefd op Giovanna Barcella. Bertoni's moeder was tegen deze relatie, waarop hij zijn studio sloot en met Giovanna naar Parijs vertrok. In 1932 trad Bertoni in dienst bij Citroën, waar hij in 1934 in één nacht de Traction Avant modelleerde in plasticine - de eerste keer dat een auto niet op papier, maar meteen in drie dimensies werd ontworpen. De techniek van de auto was overigens grotendeels ontworpen door André Lefèbvre.

## De 2CV
In 1935 ontwierp Bertoni de carrosserie voor de TPV ("très petite voiture", de latere 2CV). De TPV zou volgens planning in 1939 aan het publiek gepresenteerd moeten worden. Naast zijn ontwerpwerkzaamheden voor Citroën en anderen nam Bertoni driftig deel aan allerlei teken- en beeldhouwtentoonstellingen. Een en ander kostte hem zoveel tijd dat Giovanna hem in 1936 verliet.
Vanwege het begin van de Tweede Wereldoorlog besloot Citroën de 2CV vooralsnog niet in productie te nemen. Gedurende de oorlog tekende Bertoni veel portretten en begon een studie architectuur. Na de bevrijding van Parijs in 1944 werkte Bertoni weer aan de 2CV en maakte hij schetsen voor de opvolger van de Traction Avant, de DS 19. Hij hertrouwde in 1947.
De 2CV werd aan het publiek voorgesteld op de Autotentoonstelling van Parijs in 1948. In 1949 voltooide Bertoni zijn studie architectuur. Hij ontwierp diverse projecten in Parijs en in enkele Parijse voorsteden. In 1950 werd Bertoni erelid van de Accademia degli Euteleti te San Miniato, omdat hij de Academie een door hem in een Parijse curiosa-winkel gevonden doodsmasker van Napoleon schonk. Het zou de eerste afdruk van het gezicht van de dode keizer betreffen.
In 1955 werd de DS19 gelanceerd op de Parijse Autotentoonstelling. Aan het eind van de show waren er 80.000 bestellingen geplaatst.
In 1956 patenteerde Bertoni een snelbouwsysteem voor huizen. In Saint Louis (VS) werden er in honderd dagen duizend van neergezet.

## De Ami
In 1961 ontwierp Bertoni zijn laatste auto, de Citroën Ami 6. Hoewel technisch veel minder innovatief dan de 2CV of de DS beïnvloedde dit ontwerp, en vooral de schuin naar binnen geplaatste achterruit, veel andere auto-ontwerpen in de jaren 60. Wellicht verrassend is dat Bertoni deze Ami (en niet de als klassieker veel geliefdere DS of 2CV) zijn beste ontwerp achtte.
Bertoni overleed op 61-jarige leeftijd aan een herseninfarct. Hij werd bij Citroën opgevolgd door Robert Opron, die onder meer de van een Maserati-motor voorziene Citroën SM en de opvolger van de DS, de Citroën CX ontwierp.

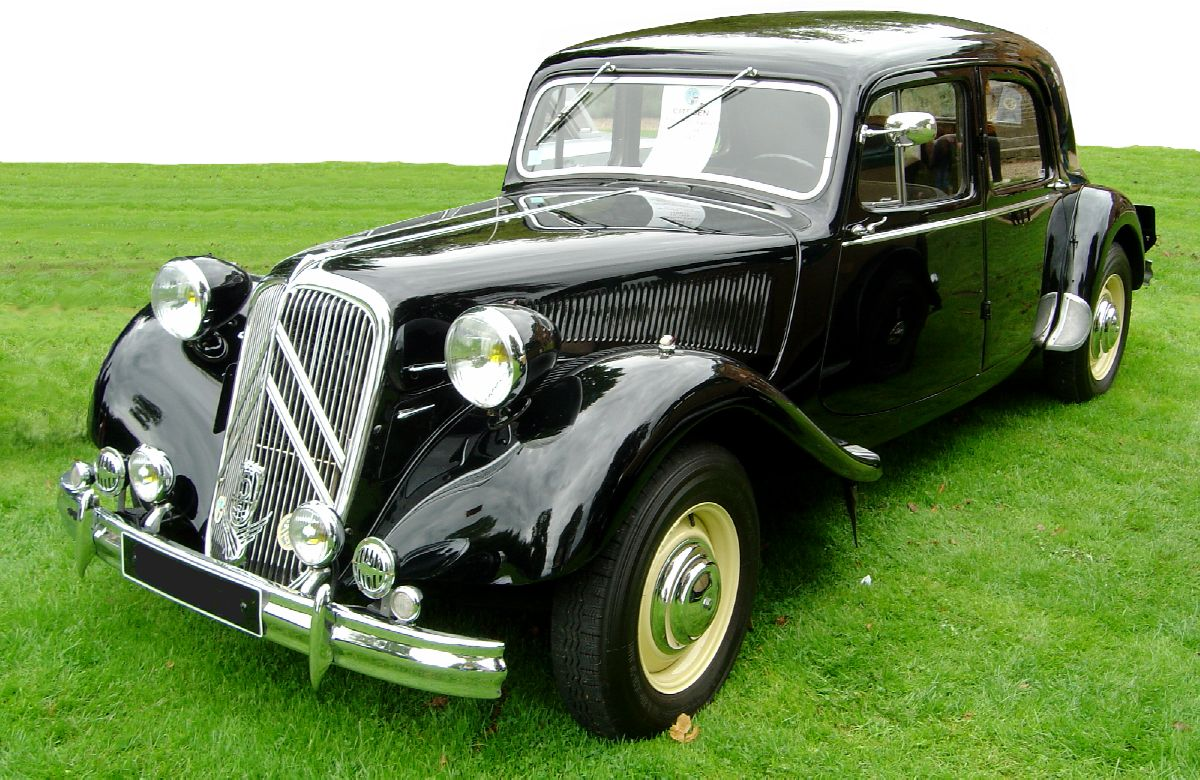
Citroën Traction Avant
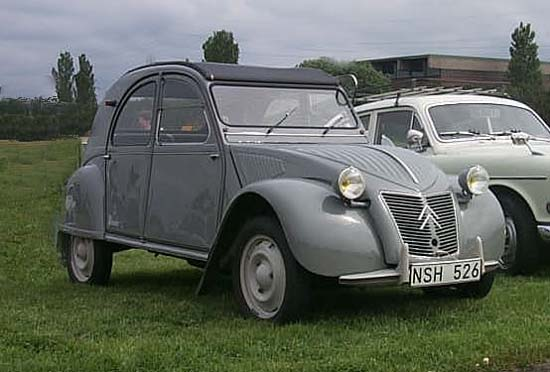
Citroën 2 CV
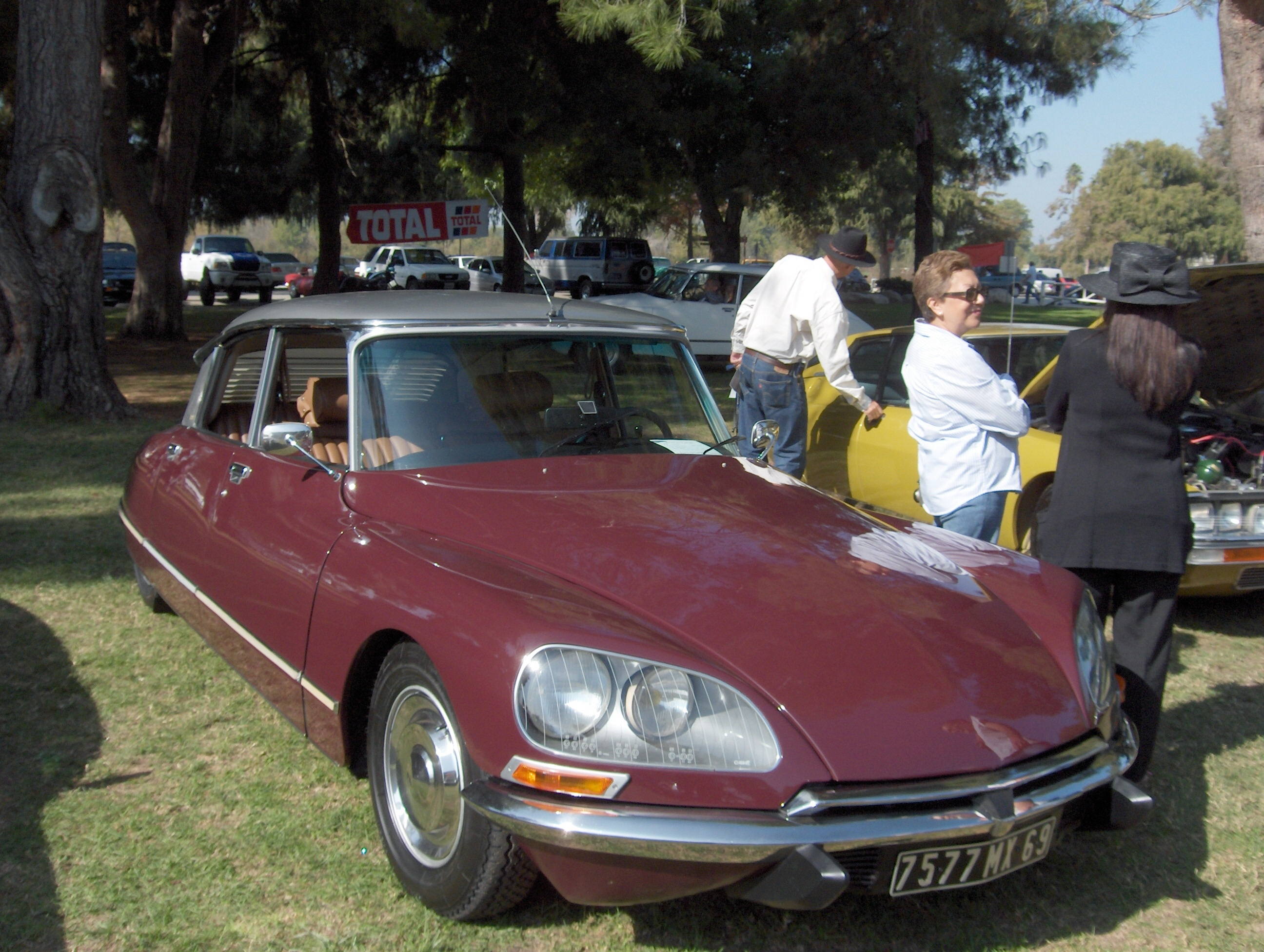
Citroën DS
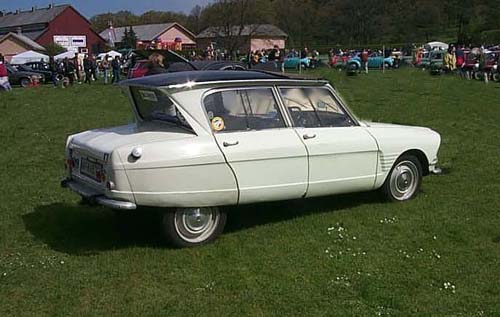
Citroën AMI-6 Sedan